# Bubereve, Horol
Bubereve (în ucraineană Бубереве) este un sat în comuna Hrușîne din raionul Horol, regiunea Poltava, Ucraina.

## Demografie
Componența lingvistică a localității Bubereve
     Ucraineană (97,62%)
     Rusă (2,38%)
Conform recensământului din 2001, majoritatea populației localității Bubereve era vorbitoare de ucraineană (97,62%), existând în minoritate și vorbitori de rusă (2,38%).